# Ivo Heuberger
Ivo Heuberger (Altstätten, 19 febbraio 1976) è un ex tennista svizzero.

## Carriera
In carriera ha raggiunto in singolare la 102ª posizione della classifica ATP, mentre in doppio ha raggiunto il 114º posto.
In Coppa Davis ha disputato un totale di 8 partite, ottenendo una vittoria e 7 sconfitte.